# Andrés Naudon
Andrés Naudon Figueroa (Recoleta, 15 de abril de 1966) es un abogado chileno y Licenciado de la Facultad de Ciencias Jurídicas y Sociales de la Universidad Central de Chile, institución donde además ejerció como decano entre los años 2012 y 2015.

## Carrera académica
Estudió derecho en la Facultad de Ciencias Jurídicas y Sociales de la Universidad Central de Chile, donde se graduó. Además tiene el grado de Magíster en Derecho por la Universidad Central y Magíster en Derecho Laboral en la Universidad Adolfo Ibáñez. 
Desde el año 1994 y hasta la fecha se desempeña como Profesor Titular de las cátedras de Derecho del Trabajo y de Seguridad Social en la Facultad de Derecho de esta universidad, y desde el 2007 a la fecha, como Director del Departamento de Derecho Económico y del Trabajo de la misma Facultad. En esta última calidad impulsó y dirigió la Primera “Escuela Sindical” gratuita de la Facultad y participó como coautor del Libro “La matanza en la Escuela Santa María de Iquique (1907 -2007): A Cien Años de la voluntad política de matar”.[cita requerida]  Asimismo, es autor del libro de apuntes “Derecho Colectivo del Trabajo”, de la Colección de Apuntes de la Universidad Central. Asimismo, se desempeña como capacitador laboral de ICARE y ha sido expositor en diversos Seminarios académicos. En el año 2005 fue premiado por su dedicación y aporte a la Universidad Central y en los años 2010 y 2011, por su aporte al Instituto de Previsión y Asistencia de Valparaíso (IPA).
Su ámbito de interés académico y líneas de investigación están referidos a los aspectos socioeconómicos del Derecho del Trabajo. Sobre ellos expuso en las últimas Jornadas de Ciencias del Derecho de la Universidad Central. En el ámbito profesional, luego de titulado se desempeñó como abogado de la Fiscalía de Valores de la Superintendencia de Valores y Seguros de Chile, perfeccionándose en Estados Unidos. 
En el año 1998 asumió la gerencia legal del “Grupo de Empresas Harseim” y desde el año 2007 se dedica al ejercicio libre de la profesión, principalmente en temas laborales y corporativos, asesorando en forma externa en materias laborales al “Estudio Pfeffer & Asociados” y desempeñándose como socio del “Estudio Rogel&Naudon, Abogados”. Actualmente es miembro del Colegio de Abogados y de la Asociación Chilena de Relaciones Laborales.